# 구미 금오산 마애여래입상
구미 금오산 마애여래입상(龜尾 金烏山 磨崖如來立像)은 대한민국 경상북도 구미시 금오산에 있는, 고려시대의 마애불 입상이다.
1968년 12월 19일 대한민국의 보물 제490호 금오산 마애보살입상(金烏山 磨崖菩薩立像)으로 지정되었다가, 2010년 8월 25일 현재의 명칭으로 변경되었다.
이 보살상은 암벽 모서리에 조각되어 있다. 상(像)의 중심선이 모서리여서 양쪽 암벽에다 조각된 특이한 구도를 보여준다. 광배(光背)와 대좌(臺座)를 모두 갖추고 있으며 보존상태도 비교적 좋은 편이다. 얼굴은 갸름하고 풍만하며 눈, 코, 입 등도 원만상으로 처리되었다. 귀는 어깨까지 내려오며 목의 삼도(三道)는 명확하지만 목이 짧아 가슴까지 내려오는 형식적인 것이다. 천의(天衣)는 왼쪽 어깨에서 가슴으로 내려진 상가의와 그 아래로 내려진 “U”형의 상의(尙儀), 양팔에서 내려진 옷자락 등 모두 묵직하게 표현되고 있다. 광배는 주형거신광(舟形擧身光)인데 두광, 신광 모두 2중으로 되어 있으며 신광은 보주형(寶珠形)을 이루고 있다. 대좌는 입상을 중심으로 반원형이 되게 부각(浮刻)되어 있다. 전체 높이는 5.55m, 몸 높이는 4.175m, 대석이 5m의 크기이다. 입상 전면의 평평한 대지에는 현재 주초(柱礎)도 있고 기와조각들도 흩어져 있으며 암벽에도 목조가구 흔적이 보이므로 사찰이 건립되었던 것은 확실하다.

## 개요
절벽의 바위면을 깎아 만든 높이 5.5m의 고려시대 마애여래입상으로, 암벽의 모서리 부분을 중심으로 양쪽에 조각된 특이한 구도를 보여준다.
얼굴은 비교적 원만하고 부피감도 있지만, 가는 눈과 작은 입에서 신라시대의 마애여래입상과는 다른 특징을 찾을 수 있다. 어깨나 팔의 부드러운 굴곡은 얼굴에 어울리는 형태미를 묘사하고 있어서 상당한 수준의 조각가에 의해 만들어졌음을 알 수 있다. 그러나 옷자락을 잡고 있는 오른손이나 지나치게 큰 왼손, 둔중하게 묘사된 두 발, 경직된 U자형의 옷주름 등에서 신라시대보다 둔화되고 위축된 고려시대 조각의 특징을 확인할 수 있다. 이러한 특징은 불상이 딛고 서 있는 반원형의 연꽃 대좌(臺座)와 부처의 몸 전체에서 나오는 빛을 형상화한 광배(光背)에서도 나타난다.
이 마애여래입상은 얼굴·신체·옷주름·광배 등에서 신라시대 보살상보다 형식화가 진전된 고려시대의 마애여래입상으로 볼 수 있다.

## 사진

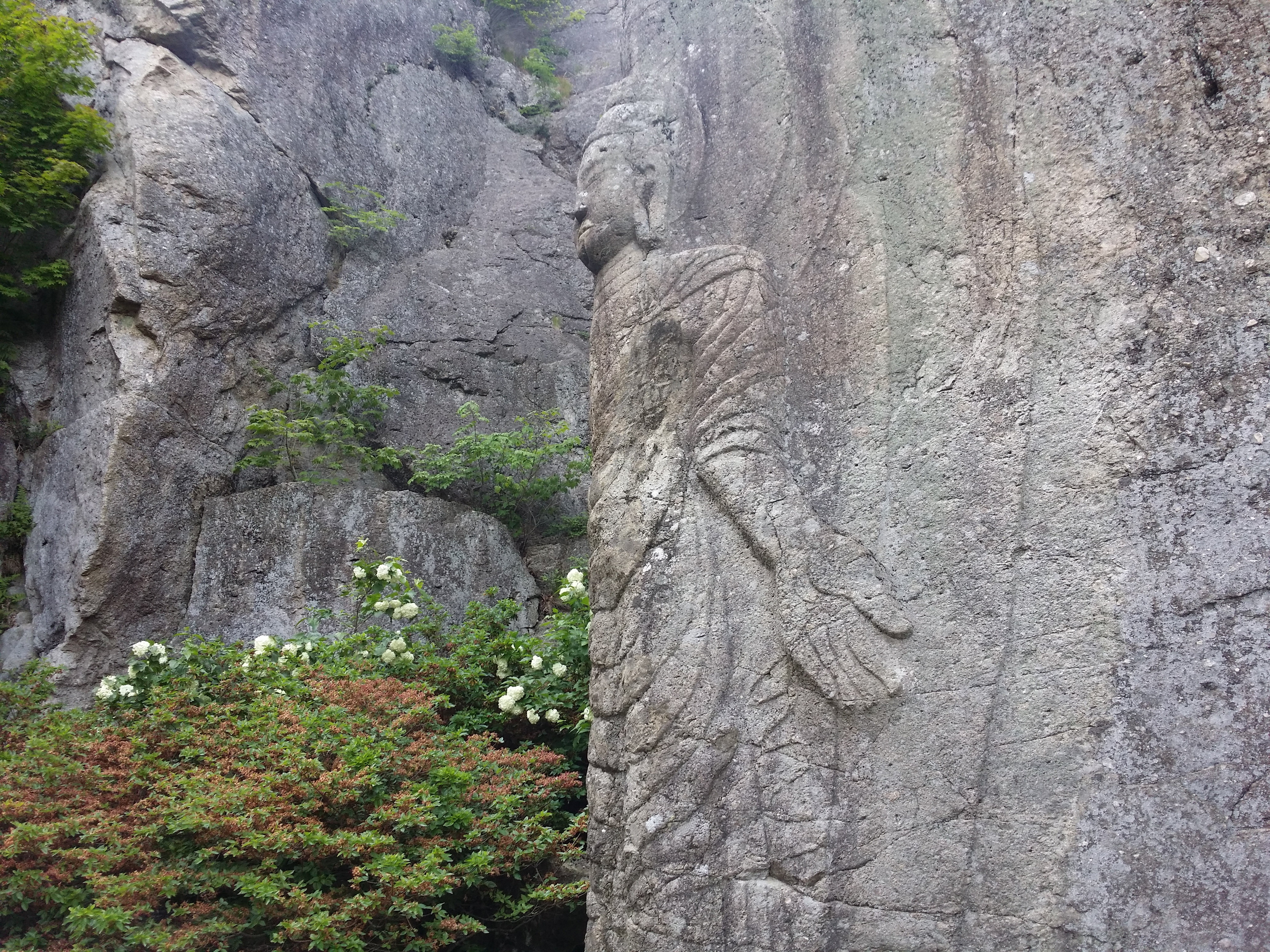

## 같이 보기
- 금오산

## 참고 문헌
- 구미 금오산 마애여래입상 - 국가유산청 국가유산포털
- 이 문서에는 다음커뮤니케이션(현 카카오)에서 GFDL 또는 CC-SA 라이선스로 배포한 글로벌 세계대백과사전의 내용을 기초로 작성된 글이 포함되어 있습니다.